# 卷芋螺
卷芋螺（学名：Conus voluminalis），是新腹足目芋螺科芋螺属的一种。主要分布于中国境内的广西北部湾沿岸和南沙群岛，常栖息在潮下带。